# Балістична експертиза
Судова балістична експертиза — вид криміналістичної експертизи. Займається дослідженням вогнепальної зброї і боєприпасів до неї з метою встановлення справності зброї, визначення типу, моделі і калібру зброї, визначення напрямку пострілу, дистанції та інших обставин, що мають якесь значення для розкриття злочинів, скоєних з використанням вогнепальної та іншого зброї.
Об'єктами експертизи є:
- стрілецька вогнепальна зброя, окремі вузли і деталі такої зброї;
- бойові припаси до вогнепальної зброї, компоненти спорядження боєприпасів, відстріляні гільзи і снаряди (кулі, картечний дріб);
- інструменти і матеріали, які використовувались для виготовлення вогнепальної зброї і боєприпасів;
- вогнепальні пошкодження та інші сліди пострілу (полум'я, кіптява, змащення, металізація тощо).

Є різні методи експертизи:
- спектральні,
- рентгеноструктурні,
- молекулярні,
- радіоактивні,
- хроматографічні,
- атомно-адсорбційні,
- фотографічні,
- мікроскопічні методи досліджень у видимих і невидимих зонах спектра (ультрафіолетовій, інфрачервоній).

Останнім часом у практиці балістичної експертизи набула поширення обробка інформації про сліди, залишені вогнепальною зброєю, за допомогою комп'ютерної техніки.